# روغن‌ماهیان ژرفا
روغن‌ماهیان ژرفا (نام علمی: Bathygadidae) نام یک تیره از راسته روغن‌ماهی‌سانان است.